# Edward Mundy
Edward Mundy (* 14. April 1794 im Middlesex County, New Jersey; † 13. Mai 1851 in Grand Rapids, Michigan) war ein US-amerikanischer Jurist und Politiker. Zwischen 1835 und 1840 war er Vizegouverneur des Bundesstaates Michigan.

## Werdegang
Im Jahr 1812 absolvierte Edward Mundy das Rutgers College, die heutige Rutgers University. Nach einem anschließenden Jurastudium und seiner um das Jahr 1819 erfolgten Zulassung als Rechtsanwalt begann er in diesem Beruf zu arbeiten. Dann zog er für einige Jahre nach Illinois, bis ein Feuer sein neues Heim zerstörte. Er kehrte nach New Jersey zurück und war zunächst in anderen Geschäftsbereichen tätig. Im Jahr 1831 zog er nach Ann Arbor im Michigan-Territorium. Dort wurde er Friedensrichter und regulärer Richter an einem von fünf Territorialgerichten. Politisch schloss er sich der Demokratischen Partei an. 1835 nahm er als Delegierter an der verfassungsgebenden Versammlung des zukünftigen Staates Michigan teil.
Im selben Jahr wurde Mundy an der Seite von Stevens Mason zum ersten Vizegouverneur des neuen Staates gewählt. Dieses Amt bekleidete er zwischen 1835 und 1840. Dabei war er Stellvertreter des Gouverneurs und Vorsitzender des Staatssenats. Im Jahr 1847 wurde er zum Staatsanwalt berufen. Dann war er von 1847 bis 1848 Attorney General von Michigan. Von 1848 bis zu seinem Tod fungierte er als Richter am Michigan Supreme Court. Er starb am 13. Mai 1851 in Grand Rapids.